# Jack Sock
Jack Sock (24 september 1992) is een tennisspeler uit de Verenigde Staten van Amerika. Hij begon op achtjarige leeftijd met tennis. Op de US Open van 2011 won hij samen met Melanie Oudin middels een wildcard het gemengddubbel-toernooi.
Samen met de Canadees Vasek Pospisil won hij het dubbelspel van Wimbledon in 2014 door de  Bryan tweelingbroers te verslaan.
Vanwege een blessure van Bob Bryan, speelde Sock een gedeelte van 2018 aan de zijde van Mike Bryan. Samen wonnen ze Wimbledon, US Open en de ATP-Finals.

## Palmares
| Legenda                       | Legenda               |
| ----------------------------- | --------------------- |
| Grand Slam                    |                       |
| Olympische Spelen             |                       |
| tot 2009                      | vanaf 2009            |
| Tennis Masters Cup            | ATP Finals            |
| ATP Masters Series            | ATP Tour Masters 1000 |
| ATP International Series Gold | ATP Tour 500          |
| ATP International Series      | ATP Tour 250          |

### Enkelspel
| Nr.                          | Datum            | Toernooi         | Ondergrond    | Tegenstander in finale | Score            | Details          |
| ---------------------------- | ---------------- | ---------------- | ------------- | ---------------------- | ---------------- | ---------------- |
| Gewonnen finales             |                  |                  |               |                        |                  |                  |
| 1.                           | 12 april 2015    | ATP Houston      | Gravel        | Sam Querrey            | 7-6(9), 7-6(2)   | Details          |
| 2.                           | 14 januari 2017  | ATP Auckland     | Hardcourt     | João Sousa             | 6-3, 5-7, 6-3    | Details          |
| 3.                           | 26 februari 2017 | ATP Delray Beach | Hardcourt     | Milos Raonic           | walk-over        | Details          |
| 4.                           | 5 november 2017  | ATP Parijs       | Hardcourt (i) | Filip Krajinović       | 5-7, 6-4, 6-1    | Details          |
| Verloren finales             |                  |                  |               |                        |                  |                  |
| 1.                           | 25 oktober 2015  | ATP Stockholm    | Hardcourt (i) | Tomáš Berdych          | 6-7(1), 2-6      | Details          |
| 2.                           | 16 januari 2016  | ATP Auckland     | Hardcourt     | Roberto Bautista Agut  | 6-1, 1-0, opgave | Details          |
| 3.                           | 10 april 2016    | ATP Houston      | Gravel        | Juan Mónaco            | 6-3, 3-6, 5-7    | Details          |
| 4.                           | 23 oktober 2016  | ATP Stockholm    | Hardcourt (i) | Juan Martín del Potro  | 5-7, 1-6         | Details          |
| Gewonnen finales challengers |                  |                  |               |                        |                  |                  |
| 1.                           | 14 oktober 2012  | Tiburon          | Hardcourt     | Mischa Zverev          | 6-1, 1-6, 7-6(3) | 6-1, 1-6, 7-6(3) |
| 2.                           | 7 juli 2013      | Winnetka         | Hardcourt     | Bradley Klahn          | 6-4, 6-2         | 6-4, 6-2         |

### Dubbelspel
| Nr.                          | Datum            | Toernooi             | Ondergrond    | Partner           | Tegenstanders in finale                  | Score                         | Details |
| ---------------------------- | ---------------- | -------------------- | ------------- | ----------------- | ---------------------------------------- | ----------------------------- | ------- |
| Gewonnen finales herendubbel |                  |                      |               |                   |                                          |                               |         |
| 1.                           | 3 maart 2013     | ATP Delray Beach (1) | Hardcourt     | James Blake       | Maks Mirni Horia Tecău                   | 6-4, 6-4                      | Details |
| 2.                           | 6 juli 2014      | Wimbledon (1)        | Gras          | Vasek Pospisil    | Bob Bryan Mike Bryan                     | 7-6(5), 6-7(3), 6-4, 3-6, 7-5 | Details |
| 3.                           | 27 juli 2014     | ATP Atlanta          | Hardcourt     | Vasek Pospisil    | Steve Johnson Sam Querrey                | 6-3, 5-7, [10-5]              | Details |
| 4.                           | 22 maart 2015    | ATP Indian Wells (1) | Hardcourt     | Vasek Pospisil    | Simone Bolelli Fabio Fognini             | 6-4, 6-7(3), [10-7]           | Details |
| 5.                           | 11 oktober 2015  | ATP Peking           | Hardcourt     | Vasek Pospisil    | Daniel Nestor Édouard Roger-Vasselin     | 3-6, 6-3, [10-6]              | Details |
| 6.                           | 25 oktober 2015  | ATP Stockholm        | Hardcourt (i) | Nicholas Monroe   | Mate Pavić Michael Venus                 | 7-5, 6-2                      | Details |
| 7.                           | 16 oktober 2016  | ATP Shanghai         | Hardcourt (i) | John Isner        | Henri Kontinen John Peers                | 6-4, 6-4                      | Details |
| 8.                           | 30 oktober 2016  | ATP Bazel            | Hardcourt (i) | Marcel Granollers | Robert Lindstedt Michael Venus           | 6-3, 6-4                      | Details |
| 9.                           | 25 februari 2018 | ATP Delray Beach (2) | Hardcourt     | Jackson Withrow   | Nicholas Monroe John-Patrick Smith       | 4-6, 6-4, [10-8]              | Details |
| 10.                          | 17 maart 2018    | ATP Indian Wells (2) | Hardcourt     | John Isner        | Bob Bryan Mike Bryan                     | 7-6(4), 7-6(2)                | Details |
| 11.                          | 26 mei 2018      | ATP Lyon             | Gravel        | Nick Kyrgios      | Roman Jebavý Matwé Middelkoop            | 7-5, 2-6, [11-9]              | Details |
| 12.                          | 14 juli 2018     | Wimbledon (2)        | Gras          | Mike Bryan        | Raven Klaasen Michael Venus              | 6-3, 6-7(7), 6-3, 5-7, 7-5    | Details |
| 13.                          | 7 september 2018 | US Open              | Hardcourt     | Mike Bryan        | Łukasz Kubot Marcelo Melo                | 6-3, 6-1                      | Details |
| 14.                          | 18 november 2018 | ATP Finals           | Hardcourt (i) | Mike Bryan        | Pierre-Hugues Herbert Nicolas Mahut      | 5-7, 6-1, [13-11]             | Details |
| 15.                          | 18 juli 2021     | ATP Newport          | Gras          | William Blumberg  | Austin Krajicek Vasek Pospisil           | 6-2, 7-6(3)                   | Details |
| 16.                          | 20 maart 2022    | ATP Indian Wells (3) | Hardcourt     | John Isner        | Santiago González Édouard Roger-Vasselin | 7–6(4), 6–3                   | Details |
| 17.                          | 7 augustus 2022  | ATP Washington       | Hardcourt     | Nick Kyrgios      | Ivan Dodig Austin Krajicek               | 7–5, 6–4                      | Details |
| Verloren finales herendubbel |                  |                      |               |                   |                                          |                               |         |
| 1.                           | 24 februari 2013 | ATP Memphis          | Hardcourt (i) | James Blake       | Bob Bryan Mike Bryan                     | 1-6, 2-6                      | Details |
| 2.                           | 17 augustus 2014 | ATP Cincinnati       | Hardcourt     | Vasek Pospisil    | Bob Bryan Mike Bryan                     | 3-6, 2-6                      | Details |
| 3.                           | 19 oktober 2014  | ATP Stockholm        | Hardcourt (i) | Treat Huey        | Eric Butorac Raven Klaasen               | 4-6, 3-6                      | Details |
| 4.                           | 5 april 2015     | ATP Miami            | Hardcourt     | Vasek Pospisil    | Bob Bryan Mike Bryan                     | 3-6, 6-1, [8-10]              | Details |
| 5.                           | 8 november 2015  | ATP Parijs           | Hardcourt (i) | Vasek Pospisil    | Ivan Dodig Marcelo Melo                  | 6-2, 3-6, [5-10]              | Details |
| 6.                           | 20 maart 2016    | ATP Indian Wells     | Hardcourt     | Vasek Pospisil    | Pierre-Hugues Herbert Nicolas Mahut      | 3-6, 6-7(5)                   | Details |
| 7.                           | 15 mei 2016      | ATP Rome             | Gravel        | Vasek Pospisil    | Bob Bryan Mike Bryan                     | 6-2, 3-6, [7-10]              | Details |
| 8.                           | 9 oktober 2016   | ATP Peking           | Hardcourt     | Bernard Tomic     | Pablo Carreño Busta Rafael Nadal         | 7-6(6), 2-6, [8-10]           | Details |
| 9.                           | 1 april 2017     | ATP Miami            | Hardcourt     | Nicholas Monroe   | Łukasz Kubot Marcelo Melo                | 5-7, 3-6                      | Details |
| 10.                          | 8 oktober 2017   | ATP Peking           | Hardcourt     | John Isner        | Henri Kontinen John Peers                | 3-6, 6-3, [7-10]              | Details |

### Gemengd dubbelspel
| Nr.                            | Datum            | Toernooi            | Ondergrond | Partner               | Tegenstanders in finale      | Score            | Details |
| ------------------------------ | ---------------- | ------------------- | ---------- | --------------------- | ---------------------------- | ---------------- | ------- |
| Gewonnen finales gemengddubbel |                  |                     |            |                       |                              |                  |         |
| 1.                             | 9 september 2011 | US Open             | Hardcourt  | Melanie Oudin         | Gisela Dulko Eduardo Schwank | 7-6, 4-6, [10-8] | Details |
| 4.                             | 14 augustus 2016 | O.S. Rio de Janeiro | Hardcourt  | Bethanie Mattek-Sands | Venus Williams Rajeev Ram    | 6-7, 6-1, [10-7] | details |

### Landencompetities
| Nr.              | Datum                | Toernooi  | Ondergrond    | Partner(s)                                                                         | Tegenstanders in finale                                                                                               | Score                  | Details |
| ---------------- | -------------------- | --------- | ------------- | ---------------------------------------------------------------------------------- | --- | ---------------------- | ------- |
| Gewonnen finales |                      |           |               |                                                                                    | |                        |         |
| 1.               | 23-25 september 2022 | Laver Cup | Hardcourt (i) | Taylor Fritz Félix Auger-Aliassime Diego Schwartzman Frances Tiafoe Alex de Minaur | Casper Ruud Rafael Nadal Stéfanos Tsitsipás Novak Djokovic Roger Federer Andy Murray Matteo Berrettini Cameron Norrie | 13-8 (11 wedstrijden)  | Details |
| Verloren finales |                      |           |               |                                                                                    | |                        |         |
| 1.               | 22-24 september 2017 | Laver Cup | Hardcourt (i) | Sam Querrey John Isner Nick Kyrgios Denis Shapovalov Frances Tiafoe                | Rafael Nadal Roger Federer Alexander Zverev Marin Čilić Dominic Thiem Tomáš Berdych                                   | 9-15 (12 wedstrijden)  | Details |
| 2.               | 21-23 september 2018 | Laver Cup | Hardcourt (i) | Kevin Anderson John Isner Nick Kyrgios Diego Schwartzman Frances Tiafoe            | Roger Federer Novak Đoković Alexander Zverev Grigor Dimitrov David Goffin Kyle Edmund                                 | 8-13 (11 wedstrijden)  | Details |
| 3.               | 20-22 september 2019 | Laver Cup | Hardcourt (i) | Milos Raonic John Isner Nick Kyrgios Denis Shapovalov Taylor Fritz                 | Rafael Nadal Roger Federer Dominic Thiem Alexander Zverev Stéfanos Tsitsipás Fabio Fognini                            | 11-13 (12 wedstrijden) | Details |

## Resultaten grote toernooien
| Legenda | Legenda                          |
| ------- | -------------------------------- |
| g.t.    | geen toernooi gehouden           |
| l.c.    | lagere categorie                 |
| –       | niet deelgenomen                 |
| G       | uitgeschakeld in de groepsfase   |
| 1R      | uitgeschakeld in de eerste ronde |
| 2R      | uitgeschakeld in de tweede ronde |
| 3R      | uitgeschakeld in de derde ronde  |
| 4R      | uitgeschakeld in de vierde ronde |
| KF      | uitgeschakeld in de kwartfinale  |
| HF      | uitgeschakeld in de halve finale |
| F       | de finale verloren               |
| W       | het toernooi gewonnen            |
| w-v     | winst/verlies-balans             |

### Enkelspel
| toernooi             | 2010 | 2011 | 2012 | 2013 | 2014 | 2015 | 2016 | 2017 | 2018 | 2019 | 2020 | 2021 | 2022 | 2023 |
| -------------------- | ---- | ---- | ---- | ---- | ---- | ---- | ---- | ---- | ---- | ---- | ---- | ---- | ---- | ---- |
| grandslamtoernooien  |      |      |      |      |      |      |      |      |      |      |      |      |      |      |
| Australian Open      | –    | –    | –    | –    | 2R   | –    | 2R   | 3R   | 1R   | 1R   | –    | –    | –    | –    |
| Roland Garros        | –    | –    | –    | 2R   | 3R   | 4R   | 3R   | 1R   | 1R   | –    | 2R   | –    | –    | –    |
| Wimbledon            | –    | –    | –    | –    | 2R   | 1R   | 3R   | 2R   | 1R   | –    | g.t. | –    | 3R   |      |
| US Open              | 1R   | 2R   | 3R   | 3R   | 1R   | 2R   | 4R   | 1R   | 2R   | 1R   | 2R   | 3R   | 1R   |      |
| ATP Finals           |      |      |      |      |      |      |      |      |      |      |      |      |      |      |
| ATP Finals           | –    | –    | –    | –    | –    | –    | –    | HF   | –    | –    | –    | –    | –    |      |
| ATP Masters 1000     |      |      |      |      |      |      |      |      |      |      |      |      |      |      |
| Indian Wells         | –    | –    | 1R   | 1R   | 1R   | 4R   | 3R   | HF   | 3R   | –    | g.t. | 1R   | 2R   | 2R   |
| Miami                | –    | 1R   | –    | –    | 2R   | 3R   | 3R   | KF   | 3R   | –    | g.t. | –    | 1R   | –    |
| Monte Carlo          | –    | –    | –    | –    | –    | –    | –    | –    | –    | –    | g.t. | –    | –    | –    |
| Madrid               | –    | –    | –    | –    | –    | 2R   | 3R   | 1R   | 1R   | –    | g.t. | –    | –    | –    |
| Rome                 | –    | –    | –    | –    | –    | 1R   | 2R   | 3R   | 2R   | –    | –    | –    | –    | –    |
| Montreal/Toronto     | –    | –    | –    | –    | 2R   | 3R   | 3R   | 2R   | 1R   | –    | g.t. | –    | –    |      |
| Cincinnati           | –    | –    | –    | 1R   | 1R   | 2R   | –    | 1R   | 1R   | –    | –    | –    | –    |      |
| Shanghai             | –    | –    | –    | –    | 3R   | 2R   | KF   | 1R   | 1R   | –    | g.t. | g.t. | g.t. |      |
| Parijs               | –    | –    | –    | –    | 2R   | 1R   | KF   | W    | KF   | –    | –    | –    | –    |      |
| olympisch            |      |      |      |      |      |      |      |      |      |      |      |      |      |      |
| Olympische Spelen    | g.t. | g.t. | –    | g.t. | g.t. | g.t. | 1R   | g.t. | g.t. | g.t. | g.t. | –    | g.t. | g.t. |
| statistieken         |      |      |      |      |      |      |      |      |      |      |      |      |      |      |
| totaal aantal titels | 0    | 1    | 0    | 0    | 0    | 1    | 0    | 3    | 0    | 0    | 0    | 0    | 0    | 0    |
| eindejaarsranking    | 878  | 381  | 150  | 102  | 42   | 26   | 23   | 8    | 106  | —    | 253  | 147  | 131  |      |

### Dubbelspel
| toernooi             | 2011 | 2012 | 2013 | 2014 | 2015 | 2016 | 2017 | 2018 | 2019 | 2020 | 2021 | 2022 | 2023 |
| -------------------- | ---- | ---- | ---- | ---- | ---- | ---- | ---- | ---- | ---- | ---- | ---- | ---- | ---- |
| grandslamtoernooien  |      |      |      |      |      |      |      |      |      |      |      |      |      |
| Australian Open      | –    | –    | –    | –    | –    | KF   | –    | –    | 3R   | –    | –    | –    | –    |
| Roland Garros        | –    | –    | 2R   | 3R   | KF   | 2R   | –    | 3R   | –    | 2R   | –    | –    | –    |
| Wimbledon            | –    | –    | –    | W    | 3R   | 3R   | –    | W    | –    | g.t. | –    | KF   |      |
| US Open              | 1R   | 2R   | 1R   | 3R   | 1R   | –    | –    | W    | KF   | 2R   | 2R   | –    |      |
| ATP Finals           |      |      |      |      |      |      |      |      |      |      |      |      |      |
| ATP Finals           | –    | –    | –    | –    | –    | –    | –    | W    | –    | –    | –    | –    |      |
| ATP Masters 1000     |      |      |      |      |      |      |      |      |      |      |      |      |      |
| Indian Wells         | –    | –    | –    | –    | W    | F    | 1R   | W    | –    | g.t. | 2R   | W    | HF   |
| Miami                | 1R   | –    | –    | HF   | F    | 1R   | F    | 1R   | –    | g.t. | –    | –    | –    |
| Monte Carlo          | –    | –    | –    | –    | –    | –    | –    | –    | –    | g.t. | –    | –    | –    |
| Madrid               | –    | –    | –    | –    | KF   | KF   | HF   | 1R   | –    | g.t. | –    | –    | –    |
| Rome                 | –    | –    | –    | –    | HF   | F    | KF   | 2R   | –    | –    | –    | –    | –    |
| Montreal/Toronto     | –    | –    | –    | 1R   | 1R   | 2R   | 1R   | KF   | –    | g.t. | –    | –    |      |
| Cincinnati           | –    | –    | –    | F    | 2R   | –    | 1R   | 2R   | 2R   | 1R   | –    | –    |      |
| Shanghai             | –    | –    | –    | 1R   | 2R   | W    | –    | 2R   | –    | g.t. | g.t. | g.t. |      |
| Parijs               | –    | –    | –    | 2R   | F    | KF   | –    | HF   | –    | –    | –    | –    |      |
| olympisch            |      |      |      |      |      |      |      |      |      |      |      |      |      |
| Olympische Spelen    | g.t. | –    | g.t. | g.t. | g.t. | HF   | g.t. | g.t. | g.t. | g.t. | –    | g.t. | g.t. |
| statistieken         |      |      |      |      |      |      |      |      |      |      |      |      |      |
| totaal aantal titels | 0    | 0    | 1    | 2    | 3    | 2    | 0    | 5    | 0    | 0    | 1    | 2    | 0    |
| eindejaarsranking    | 370  | 168  | 101  | 15   | 19   | 16   | 39   | 2    | 119  | 134  | 150  | 43   |      |